# Полотно (живопис)

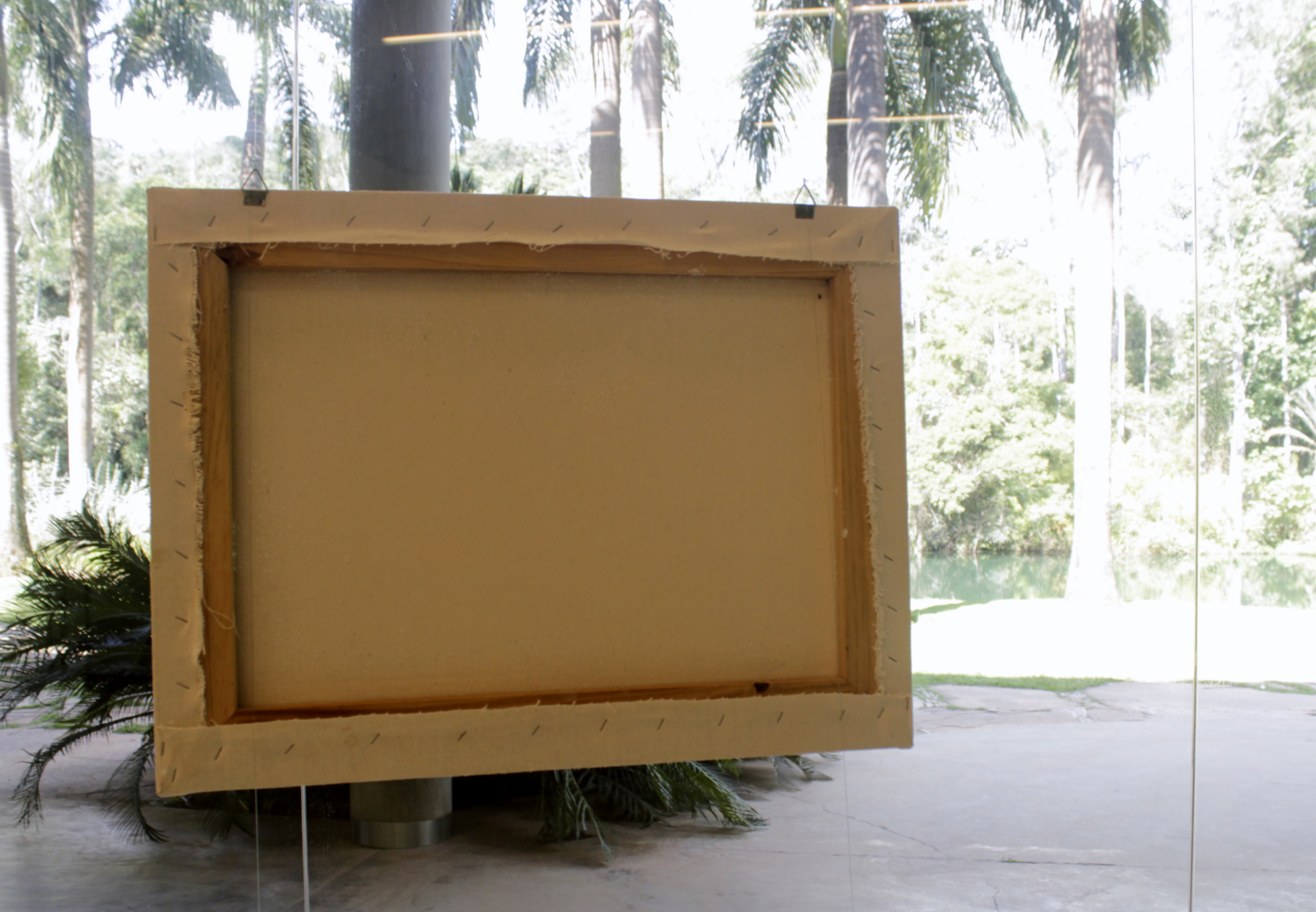
Малярське полотно на підрамнику

Полотно — основа в живопису, матеріал, на який наноситься фарбовий шар. Для живопису (темперою, олійними фарбами) застосовують натягнутий на (найчастіше, дерев'яну) рамку прямокутний чи іншої форми (за потреби) шматок лляного чи бавовняного полотна, спеціально попередньо підготований (проклеєний і проґрунтований).

## Історія
На території сучасної Італії полотно стало вживатися для живопису з початку XVI століття, на півночі Європи — з початку XVII століття, на території тодішньої Російської імперії — з другої половини XVII століття. Поступово воно майже витіснило основу з дерева. Щоб полотно не вбирало в себе всю олію, якою розведені фарби, його слід проґрунтувати.
Переваги подібної основи очевидні
- Полотно дешевше, його легше виготовити, придбати, простіше перевозити (наприклад, згорнувши в трубочку).
- Полотно може бути натягнуте на дерев'яний підрамник[2] або наклеєне на картон.
- Полотно має привабливу фактуру, дозволяє повніше розкрити потенціал живопису олійними фарбами чи темперою.

## Використання
Якщо полотно для роботи художник не купує у спеціалізованому магазині в готовому вигляді на підрамнику, він може виготовити основу для власної майбутньої картини самостійно.
Для цього перед натяжкою на підрамник полотно рекомендується випрати в теплій воді. При пранні полотно дає незначну усадку і надалі також незначною мірою змінюється від вологості повітря.
Підрамник виготовляється із сухої деревини, інакше при висиханні він покоробиться, викривиться і зіпсує готову картину.
Краї підрамника з лицьового боку повинні мати на 0,5 см укіс всередину, щоб полотно не торкалося країв підрамника і не приклеювалося до нього. До того ж видимі ребра рамки підрамника виглядатимуть не естетично.
Натягування і закріплення полотна проводиться рівномірно від середини в обидві сторони до країв. Закріпивши полотно з коротких сторін, переходять до довгих. Полотно кріплять від середини до країв. Якщо полотно слабо чи нерівномірно натягнуте на підрамник, то дуже важко нанести ґрунтувальну пасту однакової товщини; такий ґрунт по всій площі буде змінюватися під впливом вологості і температури повітря також нерівномірно, чим урешті-решт картина буде зіпсована.
Лицьова сторона полотна змочується з проклейкою пульверизатора теплою водою.
Змочування полотна має на меті послабити проникнення клею при проклейці на виворіт полотна.
Іноді полотно перед проклейкою шліфують пемзою, щоб скуйовдити поверхню і одночасно ущільнити її, але зайве шліфування порушує фактуру тканини.

### Проклеювання
Проклейка є сполучним шаром між полотном і ґрунтом, вона перешкоджає просочуванню сполучної речовини (наприклад, олії) з фарб на полотно. Для проклеювання застосовують звичайно 5-7 % розчини різних клеїв — риб'ячого, желатину, казеїнового, столярного, ПВА та ін.
Для проклеювання полотна та інших гнучких матеріалів слід застосовувати клеї, що дають при висиханні еластичну плівку. Найкращим клеєм в цьому відношенні можна вважати полівініловий спирт. Найщільніший шар при однакових концентраціях дає риб'ячий клей, він меншою мірою піддається загниванню і після висихання дає досить еластичну плівку.
Столярний та малярний клей легко піддаються гниттю від вогкості, а, висихаючи, дають ламку плівку.
Желатин добре розчиняється в гарячій воді. Риб'ячий клей попередньо замочують у холодній воді протягом 12-20 годин; після набрякання клей слід розім'яти в руках і розпустити в гарячій воді.
Казеїн також спочатку замочують в теплій воді 3-про годин, а потім додають 2-3 % розчин нашатирного спирту або бури, і помішування при температурі 50-70°С утворює клейовий розчин. Казеїновий клей мало чутливий до вогкості і загнивання.
Столярний клей спочатку розмочують у холодній воді, а потім при нагріванні він легко розходиться в ній.
Сучасний художник може придбати у спеціалізованому відділі готовий клей і готовий ґрунт для своїх полотен.